# Gerda Winklbauer
Gerda Winklbauer, née le 20 novembre 1955, est une judokate autrichienne. Championne du monde en 1980, elle est aussi quintuple championne d'Europe et aussi sacrée championne d'Autriche à 9 reprises.

## Palmarès international
| Année | Compétition                  | Lieu       | Résultat | Catégorie      |
| ----- | ---------------------------- | ---------- | -------- | -------------- |
| 1974  | Championnats d'Europe (test) | Gênes      | 3e       | Moins de 52 kg |
| 1975  | Championnats d'Europe        | Munich     | 3e       | Moins de 52 kg |
| 1976  | Championnats d'Europe        | Vienne     | 2e       | Moins de 52 kg |
| 1978  | Championnats d'Europe        | Cologne    | 1re      | Moins de 56 kg |
| 1979  | Championnats d'Europe        | Kerkrade   | 1re      | Moins de 56 kg |
| 1980  | Championnats d'Europe        | Udine      | 1re      | Moins de 56 kg |
| 1980  | Championnats du monde        | New York   | 1re      | Moins de 56 kg |
| 1981  | Championnats d'Europe        | Madrid     | 1re      | Moins de 56 kg |
| 1982  | Championnats d'Europe        | Oslo       | 3e       | Moins de 56 kg |
| 1983  | Championnats d'Europe        | Gênes      | 1re      | Moins de 56 kg |
| 1984  | Championnats d'Europe        | Pirmasens  | 2e       | Moins de 56 kg |
| 1984  | Championnats du monde        | Vienne     | 3e       | Moins de 56 kg |
| 1985  | Championnats d'Europe        | Landskrona | 2e       | Moins de 56 kg |